# 尼崎市立塚口中学校
尼崎市立塚口中学校（あまがさきしりつ つかぐちちゅうがっこう）は、兵庫県尼崎市富松町にある公立中学校。

## 沿革
- 1947年（昭和22年）4月22日 - 尼崎市立武庫中学校の分校として発足。
- 1949年（昭和24年）4月22日 - 尼崎市武庫中学校分校より独立し、尼崎市塚口中学校となる。
- 1966年（昭和41年）8月 - 現在地に移転。

## 部活動

### 運動部
- 野球部
- サッカー部
- バレーボール部
- バスケットボール部
- ソフトテニス部
- 水泳部
- 剣道部

### 文化部
- 吹奏楽部
- 美術部
- 書道部
- 茶華道部
- 文芸部
- 手芸部

## 校区
- 尼崎市立尼崎北小学校
- 尼崎市立塚口小学校

## 著名な出身者
- 杉浦美香（ジャーナリスト）
- 大西浩仁（ちゃらんぽらん）
- 細川大輔（競泳）
- 田中友美（バスケットボール）
- 藤田聡 (サッカー選手)
- 桝本厚志（サッカー）
- 留依まきせ（元宝塚歌劇団）